# Karen Ankersted
Karen Marie Ankersted Hansen (1859 –1921) fou una professora i política danesa. Era una de les primeres quatre dones triades per al Consell Municipal de Frederiksberg al 1909, així com una de les quatre primeres triades per al Folketing (Parlament de Dinamarca) el 1918.

## Biografia
Nascuda el 18 de juliol del 1859 a Ishøj, Karen Marie Ankersted Hansen era filla del granger Niels Hansen i Marie Nielsen. Cresqué a Copenhaguen amb la seua mare adoptiva, Hanne Kopp, que era professora. Després d'acabar els estudis en l'institut Testrup Folk, estudià per a ser professora particular de l'escola N. Zahle, i finalment rebé la llicenciatura el 1881.
Del 1883 al 1888, treballà a l'escola Borgerdyd de Christianshavn. Va fer classes a les escoles Gasværksvejen i Haderslevgade fins que es va retirar al 1916 per problemes de salut.
Malgrat els seus punts de vista conservadors, Ankersted donava suport als drets de les dones però no hi participà com a activista. Impulsà la creació de l'Associació de Professors del Municipi de Copenhaguen al 1891 i la va presidir en dos períodes (1905 –1906 i 1910 –1912). També pertangué al Consell de les Dones (Kvinderådet, en danès).
Es va afiliar al partit dretà Højre, que el 1915 esdevingué el Partit Popular Conservador. L'1 d'abril del 1909, la triaren per al Consell Municipal de Frederiksberg, on va exercir fins a l'11 de novembre del 1918.
Presentà la seua candidatura per la ciutat d'Aarhus i obtingué un escó al Folketing el 1918, en les primeres eleccions en què les dones pogueren participar. Fou una de les quatre dones triades; la resta es van presentar per Copenhaguen: Helga Larsen (Socialdemòcrates), Elna Munch (Partit Social Liberal) i Mathilde Malling Hauschultz (Partit Popular Conservador).
No fou reelegida en les eleccions d'abril del 1920; però no deixà el Rigsdag (parlament danés) fins a l'agost següent, quan s'uní al Landsting (cambra baixa del parlament danés) fins a la seua mort, a Copenhaguen el 6 de novembre del 1921.